# Gordon Ramsay
Gordon James Ramsay (/ˈræm.ziː/, sinh ngày 8 tháng 11 năm 1966) là một nam đầu bếp, chủ nhà hàng, tác giả, doanh nhân kiêm nhân vật truyền hình người Scotland. Trên tổng số 17 ngôi sao Michelin, nhà hàng của Ramsay đã được trao tặng đến 14 ngôi sao và ông còn được Hoàng gia Anh phong tước OBE vào năm 2006 nhằm tôn vinh những cống hiến của ông đem đến cho ngành ẩm thực nước nhà. Cùng với việc làm chủ một chuỗi nhà hàng, ông được tôn vinh là nhân vật có tầm ảnh hưởng nhất trong ngành công nghiệp lưu trú và ẩm thực của Anh Quốc vào năm 2009, trở thành ông chủ nhà hàng và khách sạn quyền lực nhất do Tạp chí Caterer and Hotelkeeper bầu chọn.
Ramsay còn được biết đến qua việc tham gia các chương trình truyền hình về thi tài nấu ăn và thực phẩm như Hell's Kitchen, The F Word, Ramsay's Best Restaurant, Ramsay's Kitchen Nightmares, Hell's Kitchen (Hoa Kỳ), Kitchen Nightmares, và MasterChef. Ramsay sở hữu giá trị tài sản cá nhân lên đến 40 triệu bảng Anh.

## Tiểu sử
Gordon Ramsay sinh ra tại Johnstone, Renfrewshire, Scotland, và lớn lên ở Stratford-upon-Avon, Warwickshire, Anh từ lúc 5 tuổi. Ramsay là con thứ hai trong bốn đứa con, anh có một chị gái, Diane, một em trai, Ronnie, và một em gái, Yvonne. Cha Gordon (mất năm 1997)  làm nhiều nghề tại các thời điểm khác nhau: quản lý hồ bơi, thợ hàn, và người bán hàng... Mẹ của ông, Helen Cosgrove, và Yvonne  là y tá  Ramsay đã mô tả cuộc sống ban đầu của ông là "lưu động vô vọng", vì gia đình ông phải chuyển đi liên tục do các nguyện vọng và thất bại của cha mình, vốn là người bạo lực. Năm 1976, họ cuối cùng cũng định cư ở Stratford-upon-Avon, nơi ông lớn lên ở Bishopton. Trong một cuộc phỏng vấn công cộng, Ramsay đã từ chối mô tả cha mình như là một người nghiện rượu. Tuy nhiên, trong cuốn tự truyện của mình, Humble Pie, ông mô tả cuộc sống ban đầu của ông bị lạm dụng và bỏ bê bởi một người cha "lăng nhăng và nghiện rượu" ("hard-drinking womaniser") . Ở tuổi 16, Ramsay chuyển ra khỏi nhà và đến sống trong một căn hộ ở Banbury.

## Gia đình
Ramsay kết hôn với Cayetana Elizabeth Hutcheson (còn gọi là Tana), một giáo viên được đào tạo theo phương pháp Montessori, vào năm 1996. Họ có năm người con: Megan Jane (sinh năm 1998), cặp sinh đôi Jack Scott và Holly Anna (sinh năm 2000), Matilda Elizabeth (sinh năm 2001), và Oscar James (sinh năm 2019) , sống ở Battersea. Cha vợ của Ramsay, Chris Hutcheson, đến năm 2010 chịu trách nhiệm cho các hoạt động kinh doanh chuỗi các nhà hàng của Ramsay..

## Nhà hàng
- Gordon Ramsay au Trianon Palace à Versailles, Yvelines, Pháp
- Castel Monastero en Toscane, Ý
- Forte Village en Sardaigne, Ý
- Boxwood Café à Londres
- Gordon Ramsay au Claridge's, Luân Đôn
- Maze
- Nonna's
- York and Albany
- The Warrington
- La Veranda à Versailles, Yvelines, Pháp
- Foxtrot Oscar
- Pétrus
- Banquette
- Verre à Dubaï
- Gordon Ramsay ở Conrad Tokyo
- Gordon Ramsay ở Powerscourt à Dublin, Irlande
- Cerise by Gordon Ramsay
- Gordon Ramsay ở The London NYC
- Gordon Ramsay ở The London West Hollywood
- La Noisette
- The London Bar
- The Narrow
- The Devonshire
- Hell's Kitchen (Chef Cuisinier durant le tournage de l'émission correspondante)
- Romer laupine
- Laurier Gordon Ramsay ở Montreal, Quebec, Canada
- BurGr Gordon Ramsay (Planet Hollywood Resort & Casino, Las Vegas)

## Giải thưởng
Khai trương vào năm 1998, nhà hàng Gordon Ramsay là nhà hàng solo đầu tiên của Ramsay, nằm tại bệnh viện Royal Road, London. Trong năm 2001, nó được bình chọn là nhà hàng tốt nhất ở Anh trong khảo sát Zagat Londovà đã được trao giải Michelin lần ba, khiến Gordon Ramsay là đầu bếp Scotland đầu tiên đã giành được ba sao Michelin. Mặc dù ông đã dành nhiều thời gian trên truyền hình hơn trong nhà bếp, nhà hàng Gordon Ramsay Ramsay's Chelsea vẫn giữ 3 sao Michelin . Ramsay là một trong những bốn đầu bếp duy nhất ở Vương quốc Anh duy trì được 3 sao Michelin cho nhà hàng của mình (những người khác: Heston Blumenthal, Alain Ducasse và Alain Roux). Ông được bổ nhiệm làm Officer of the Order of the British Empire (OBE) bởi Nữ hoàng Elizabeth II trong danh sách danh dự năm 2006 cho các dịch vụ cho ngành công nghiệp khách sạn, nhưng gần như bị trễ lễ bổ nhiệm khi máy bay của ông bị hoãn.
Trong tháng 7 năm 2006, Ramsay đã giành được giải thưởng Catey cho "nhà hàng độc lập của năm", trở thành người thứ ba đã giành được ba giải thưởng Catey, giải thưởng lớn nhất của ngành công nghiệp khách sạn Vương quốc Anh. Hai giải Catey trước là vào năm 1995 (Newcomer of the Year) và 2000 (đầu bếp của năm). Hai người còn lại là Michel Roux, và Jacquie Pern.
Trong tháng 9 năm 2006, ông được xem như là người có ảnh hưởng nhất trong ngành khách sạn Vương quốc Anh trong danh sách thường niên 100 Caterersearch, được xuất bản bởi Hotelkeeper caterer. Ông đã vượt qua Jamie Oliver, người đã từng đầu danh sách trong năm 2005.
Cũng trong năm 2006, Ramsay đã được đề cử như một ứng cử viên cho chức Hiệu trưởng tại trường Đại học St Andrews, nhưng đã bị nhiều chỉ trích qua các cuộc thăm dò của Simon Pepper. Mặc dù có một chiến dịch công khai, Ramsay không bao giờ đến thăm St Andrews và đã không xuất hiện trong các cuộc phỏng vấn báo chí.
Nhà hàng đầu tay của Ramsay, nhà hàng Gordon Ramsay, được bình chọn là nhà hàng hàng đầu của London trong cẩm nang thực phẩm Harden's liên tục tám năm, nhưng trong năm 2008 đã được đặt dưới Petrus, một nhà hàng được điều hành bởi cựu bảo trợ Marcus Wareing.

## Truyền hình
- Ramsay's Kitchen Nightmares (Channel 4, 2004–nay)
- Hell's Kitchen (UK) (ITV, 2004–2009)
- Hell's Kitchen (U.S.) (Fox, 2005–nay)
- The F Word (Channel 4, 2005–nay)
- Kitchen Nightmares (Fox, 2007–nay)
- Extras Christmas Special (BBC Two 2007)
- Gordon Ramsay: Cookalong Live  (Channel 4, 18 tháng 1 năm 2008–nay)
- Gordon Ramsay: Cookalong Live U.S. (Fox, 15 tháng 12 năm 2009)
- Gordon's Great Escape (Channel 4,tháng 1 năm 2010)
- Soccer Aid 2006, 2008, 2010 (ITV,tháng 5 năm 2006, tháng 9 năm 2008, tháng 6 năm 2010)
- MasterChef (U.S.) (Fox, từ 27/7/ 2010)
- Ramsay's Best Restaurant (Channel 4, 2010)
- Christmas with Gordon (Channel 4, 2010)
- The Simpsons - "The Food Wife" (Fox, 2011)
- Top Gear (BBC Two)

## Sách

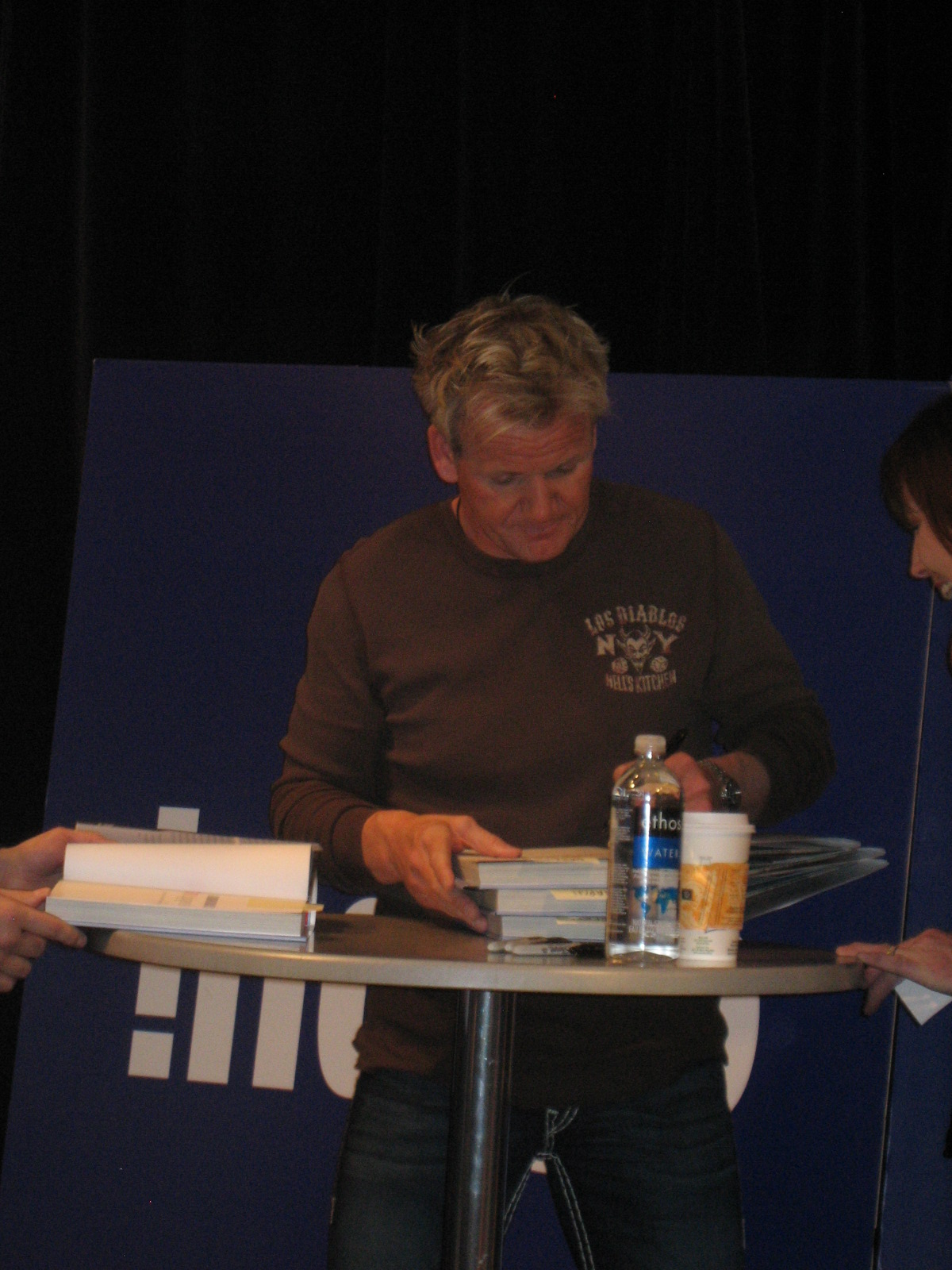
Ramsay ký tên trên sách Gordon Ramsay's Healthy Appetite Tại Toronto Eaton Centre, tháng 2 năm 2009

Từ năm 1996, Ramsay đã viết 21 cuốn sách. Ramsay cũng đóng góp một mục về thực phẩm và thức uống trên tạp chí Times ngày thứ bảy '.
- Gordon Ramsay’s Passion For Flavour (1996)
- Gordon Ramsay’s Passion For Seafood (1999)
- Gordon Ramsay A Chef For All Seasons (2000)
- Gordon Ramsay’s Just Desserts (2001)
- Gordon Ramsay’s Secrets (2003)
- Gordon Ramsay’s Kitchen Heaven (2004)
- Gordon Ramsay Makes It Easy (2005)
- Gordon Ramsay Easy All Year Round (2006)
- Gordon Ramsay's Sunday Lunch and other recipes from the F word (2006)
- Humble Pie (2006) (Autobiography)
- Roasting in Hell's Kitchen (2006) (US title for Humble Pie)
- Gordon Ramsay's Fast Food Recipes from the F Word (2007)
- Playing With Fire (2007) (Follow up to Autobiography)
- Recipes From a 3 Star Chef (2007)
- Gordon Ramsay's Three Star Chef (2008)
- Gordon Ramsay's Fast Food (2008)
- Gordon Ramsay's Healthy Appetite (2008)
- Cooking for Friends: Food from My Table (2008)
- Gordon Ramsay's On Top of The World (2009)
- Gordon Ramsay's World Kitchen: Recipes from "The F Word" (2009)
- Ramsay's Best Menus (2010)

Master Chefs
- Pasta Sauces (1996)
- Fish And Shellfish (1997)

Thẻ dạy nấu ăn
- Hot Dinners (2006)
- Cool Sweets (2006)

## Điện ảnh
- Boiling Point (Phim tài liệu 5 tập) (Channel 4, 1998)
- Beyond Boiling Point (Phim tài liệu 5 tập) (Channel 4, 2000)
- Ramsay – Trouble at the Top
- Love's Kitchen (2011)